# Frederik Carl Christian Hansen (läkare)
Frederik Carl Christian Hansen, född 22 september 1870 i Kolding, död 16 januari 1934, var en dansk läkare.
Hansen avlade medicinsk examen 1894, var kandidat vid Diakonissestiftelsen 1895–1897 och disputerade för doktorsgraden 1900 på avhandlingen Om hyalin Bruskgrundsubstans. Han var prosektor i anatomi vid Köpenhamns universitet 1897–1901, varefter han blev Johan Henrik Chievitz efterträdare som professor i anatomi och föreståndare för normalanatomiska museet. År 1907 blev han lärare i anatomi och fysiologi vid Tandlægeskolen, för vilken blev föreståndare 1912 och direktör 1919. Han var ledamot av International Brain Commission. 
Hansen arbetade först med mikroskopiska undersökningar, särskilt av bindväv och brosk, men övergick senare alltmer till antropologin. Särskilt kända blev hans rekonstruktioner av danska historiska personers utseende på grundval av deras kranier och hans antropologiska studier, delvis i samarbete med Carl Magnus Fürst över äldre grönländska skelett.
Hansen utgav arbeten inom histologi, mikroteknik och mikrofotografi; dessutom utgav han det antropologisk-historiske verket De ældste Kongegrave og Bispegrave i Roskilde Domkirke (1914) och tillsammans med Fürst Crania Groenlandica (1915).

## Utmärkelser
- Riddare av Dannebrogorden,  1913[2]
- Dannebrogsmännens hederstecken,  1922[2]
- Kommendör av Dannebrogorden,  1927[2]

[Redigera Wikidata]